# Nationale Opera Estonia

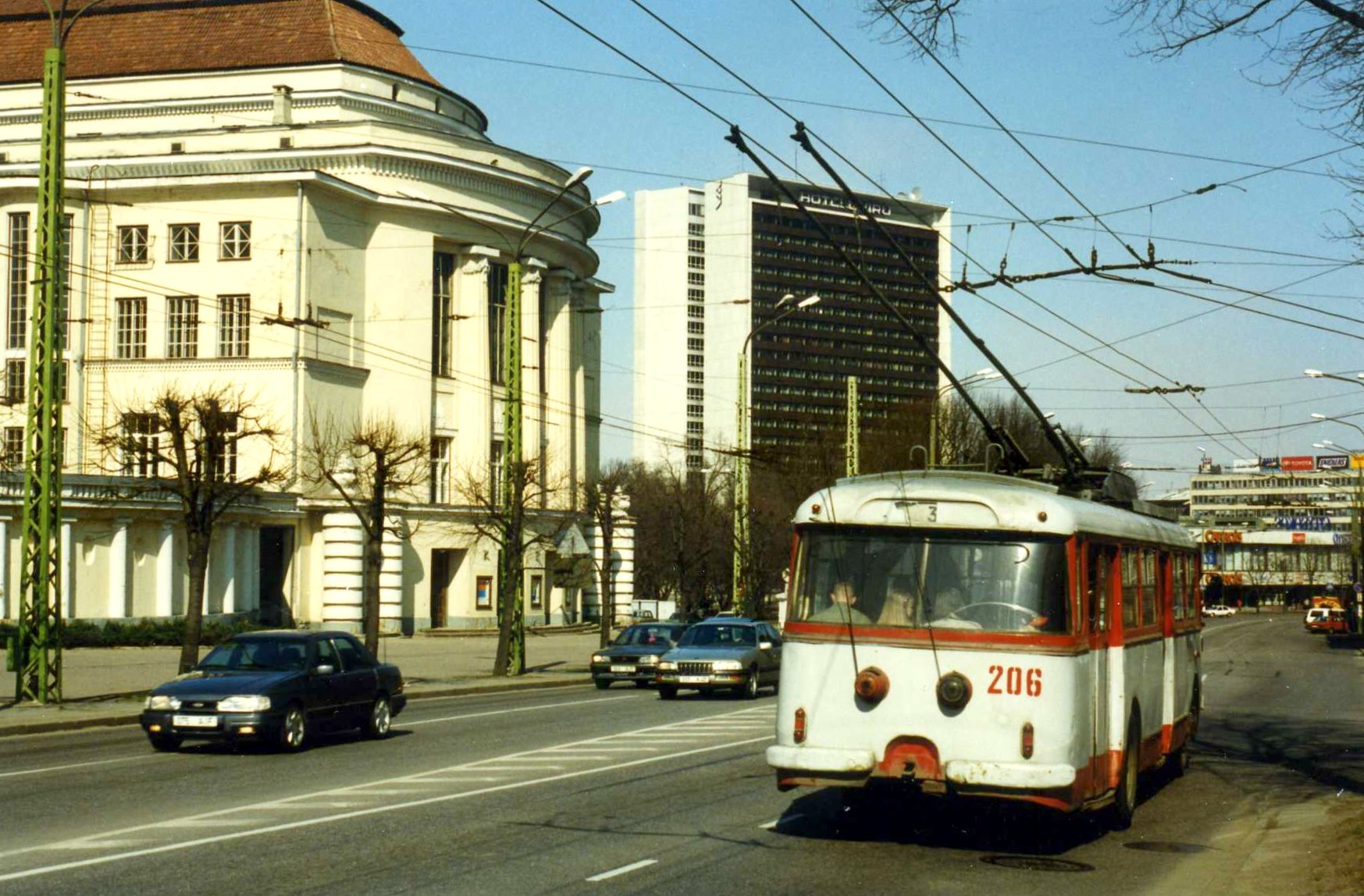
Een trolleybus voor het gebouw Estonia. Rechts naast het gebouw het Sokos Hotel Viru. De foto dateert uit 1996

De Nationale Opera Estonia (Estisch: Rahvusooper Estonia) is het nationale operagezelschap van Estland. Het gezelschap heeft zijn basis in het gebouw Estonia in Tallinn.

## Geschiedenis
De opera werd als zang- en toneelvereniging gesticht in 1870. Tijdens de eerste jaren bracht de vereniging doorgaans toneelstukken waarin ook gezongen en gedanst werd.
In 1906 stichtten de regisseurs en acteurs Paul Pinna en Theodor Altermann het professionele theatergezelschap Estonia, dat banden hield met de gelijknamige vereniging en de gelijknamige naamloze vennootschap die het theater exploiteerde waarin de uitvoeringen plaatsvonden. Die vennootschap werd opgericht in 1908. Deze opzet bleef bestaan tot de Sovjetbezetting van Estland in 1940. Toen werden het theatergezelschap en de vereniging als "instituties van de bourgeoisie" ontbonden. Het gebouw werd genationaliseerd.
In de jaren tien van de 20e eeuw begon de bouw van een eigen theater in Jugendstil voor de vereniging Estonia in de Tallinnse wijk Südalinn. De ontwerpers waren de Finse architecten Armas Lindgren en Wivi Lönn. Het gebouw kreeg de naam Theater Estonia, en wordt ook nu nog wel zo genoemd, ook al vinden er sinds 1949 geen toneeluitvoeringen meer plaats. Op 24 augustus 1913 opende het gebouw zijn deuren. Bij de opening kwam Rudolf Tobias over uit Duitsland om een paar stukken van eigen hand te dirigeren. Eén vleugel van het gebouw was bedoeld als theater, de andere als concertzaal. In het midden zat een restaurant, dat tegenwoordig onder de naam 'Wintertuin' (Estisch: talveaed) als congres- en tentoonstellingsruimte wordt gebruikt. In de Eerste Wereldoorlog werd de concertzaal gebruikt als veldhospitaal. De voorstellingen in het theatergedeelte gingen gewoon door.

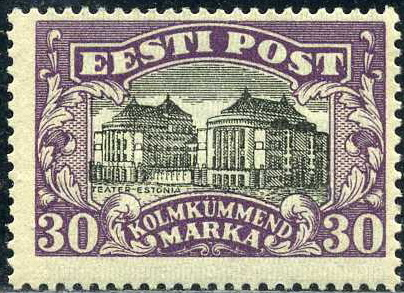
Het theater Estonia op een Estische postzegel van 1924

Op 9 maart 1944, tijdens de Duitse bezetting in de Tweede Wereldoorlog, werd in het theater Estonia het ballet Kratt van Eduard Tubin uitgevoerd toen het luchtalarm afging. De bezoekers en de dansers (nog in hun danskostuum) zochten een veilig heenkomen in de schuilkelders in de buurt. Tallinn werd getroffen door een zwaar bombardement van de Sovjetluchtmacht. 600 mensen kwamen om het leven; vele gebouwen, ook in de historische binnenstad, werden met de grond gelijkgemaakt. Een van die gebouwen was het theater Estonia.
Na de oorlog werd het gebouw in snel tempo herbouwd, grotendeels in de originele stijl. De herbouw stond onder toezicht van de Estische architecten Alar Kotli en Edgar Johan Kuusik en werd voor een groot deel uitgevoerd door Duitse krijgsgevangenen. De concertzaal werd al in 1946 weer in gebruik genomen, de theaterzaal in 1947.
In 1949 werd de theatergroep die aan Estonia verbonden was, opgeheven. Sindsdien fungeert het gebouw alleen nog als operagebouw, waar opera’s, operettes en balletten worden uitgevoerd.
In 2006 vierde de Nationale Opera Estonia zijn honderdjarig bestaan. Het gebouw was aan de vooravond van het feest helemaal gerenoveerd.

## Mijlpalen
Enkele mijlpalen uit de geschiedenis van Estonia waren:
- 1907: opvoering van de eerste operette, Mam'zelle Nitouche van Hervé
- 1908: opvoering van de eerste opera,  Das Nachtlager in Granada van Conradin Kreutzer
- 1911: opvoering van de eerste Estische operette, Jaaniöö (‘Midzomerfeest’) van Adalbert Wirkhaus
- 1922: eerste avondvullende balletuitvoering, Coppélia van Léo Delibes
- 1928: opvoering van de eerste Estische opera, Vikerlased (‘De Vikingen’) van Evald Aav
- 1944: opvoering van het eerste Estische ballet, Kratt van Eduard Tubin[2]

## Betrokkenen
Momenteel zijn meer dan 500 werknemers in dienst van de Nationale Opera Estonia. Sinds 1 september 2009 is Aivar Mäe de algemeen directeur.
Chef-dirigent waren achtereenvolgens:
- Otto Hermann (1906-1908)
- Adalbert Wirkhaus (1908-1912)
- Raimund Kull (1912-1942)
- Juhan Aavik (1925-1933)
- Verner Nerep (1942-1944)
- Priit Nigula (1942-1951)
- Kirill Raudsepp (1951-1963)
- Neeme Järvi (1963-1975)
- Eri Klas (1975-1994)
- Paul Mägi (1995-2002)
- Jüri Alperten (2002-2004)
- Arvo Volmer (2004-2012 en opnieuw vanaf 2019)
- Vello Pähn (2012-2019)